# إليزابيث باكارد
إليزابيث باكارد (بالإنجليزية: Elizabeth Packard) هي ناشِطة وكاتِبة أمريكية، ولدت في 28 ديسمبر 1816، وتوفيت في 25 يوليو 1897.